# Guaiamu
O guaiamu, guaiamum, goiamu ou goiamum (nome científico: Cardisoma guanhumi) é um espécie de caranguejo terrestre da família dos gecarcinídeos (Gecarcinidae). É encontrado em estuários tropicais e subtrópicos e outras áreas marítimas de terra ao longo da costa atlântica da América do Sul desde o sul do Brasil, através do Caribe e golfo do México, às Baamas e norte para Ponce Inlet, Princess Place Preserve em Palm Coast e Bermudas. A espécie varia em cor de azul escuro a marrom ou cinza pálido, e pode crescer até 15 centímetros (6 polegadas) na largura da carapaça e pesar mais de 500 gramas (18 onças).

## Etimologia
Guaiamu, guaiamum, goiamu e goiamum derivam do termo tupi waia'mu ou guaiá-m-u, que significa «caranguejo escuro azulado». O crustáceo é também chamado fumbamba e caranguejo-mulato-da-terra.

## Descrição

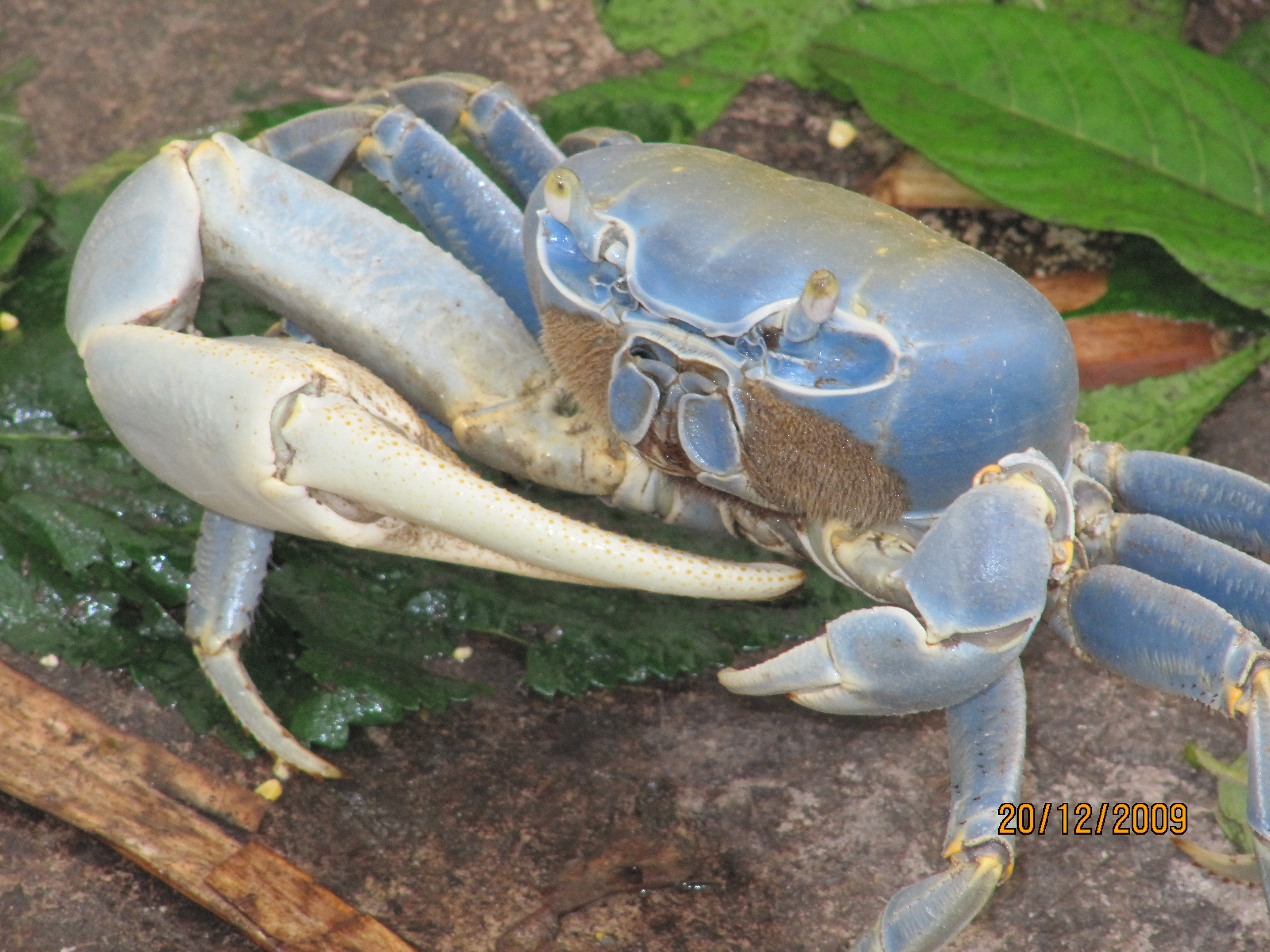
Tem coloração azulada do exoesqueleto

O exoesqueleto de guaiamu pode atingir uma largura de até 15 centímetros (6 polegadas). Tal como acontece com muitas espécies de caranguejo, os machos possuem garras dimórficas: a garra maior pode crescer até cerca de 30 centímetros (6 polegadas) de comprimento, tornando-se maior do que a própria carapaça. Os olhos possuem talos e sua cor varia de um azul profundo a um cinza pálido. Os juvenis geralmente têm uma carapaça marrom com pernas de cor laranja. As fêmeas geralmente aparecem cinza claro ou branco. As cores adultas geralmente estão presentes entre 80 gramas (2,8 onças) e 180 gramas (6,3 onças). Os indivíduos da espécie podem pesar mais de 500 gramas (18 onças). No Brasil, tem sua toca, feita no terreno, geralmente arenoso, entre o manguezal e a restinga (área de transição).

## Distribuição
O guaiamu é encontrado em todo o estuário e outras regiões costeiras do Caribe, e ao longo da costa atlântica da América Central e do América do Sul (até o sul do Brasil). Nos Estados Unidos pode ser encontrado em áreas costeiras do golfo do México e Flórida ao norte de Vero Beach até Ponce Inlet, Princess Place Preserve em Palm Coast e Bermudas. Temperaturas da água relativamente frias no inverno, inferiores a 20 °C (68 °F), afetam a sobrevivência das larvas e restringem a possibilidade da espécie de se espalhar mais para o norte.

## Características

### Dieta
O guaiamu é onívoro, coletando e comendo folhas e frutas perto de sua toca, enquanto também come insetos e carniça. Como muitos caranguejos, esta espécie é canibal, consumindo espécimes menores. Se movem na sombra durante o dia e evitam se mover sob luz solar direta prolongada para se alimentar à noite. De acordo com um pescador que os captura há 50 anos, uma vez capturados, os menores levam duas semanas para filtrar (limpar) antes de serem consumíveis e os maiores levam um mês.

### Sentidos
O guaiamu encontra seu alimento usando detectores de luz e som. Experimentos mostram que os caranguejos podem ser retirados de suas tocas para investigar o som de frutas caindo, uma vez que iniciam uma busca por comida. O comportamento predatório é liberado nesses caranguejos pela detecção de pequenos objetos em movimento. Caranguejos do gênero Cardisoma são capazes de detectar pequenas vibrações no solo na faixa de 10-1 500 Hz e 70 dB. A acuidade visual aumenta com o tamanho do corpo devido a um aumento no número e no diâmetro dos omatídeos.

### Ciclo de vida

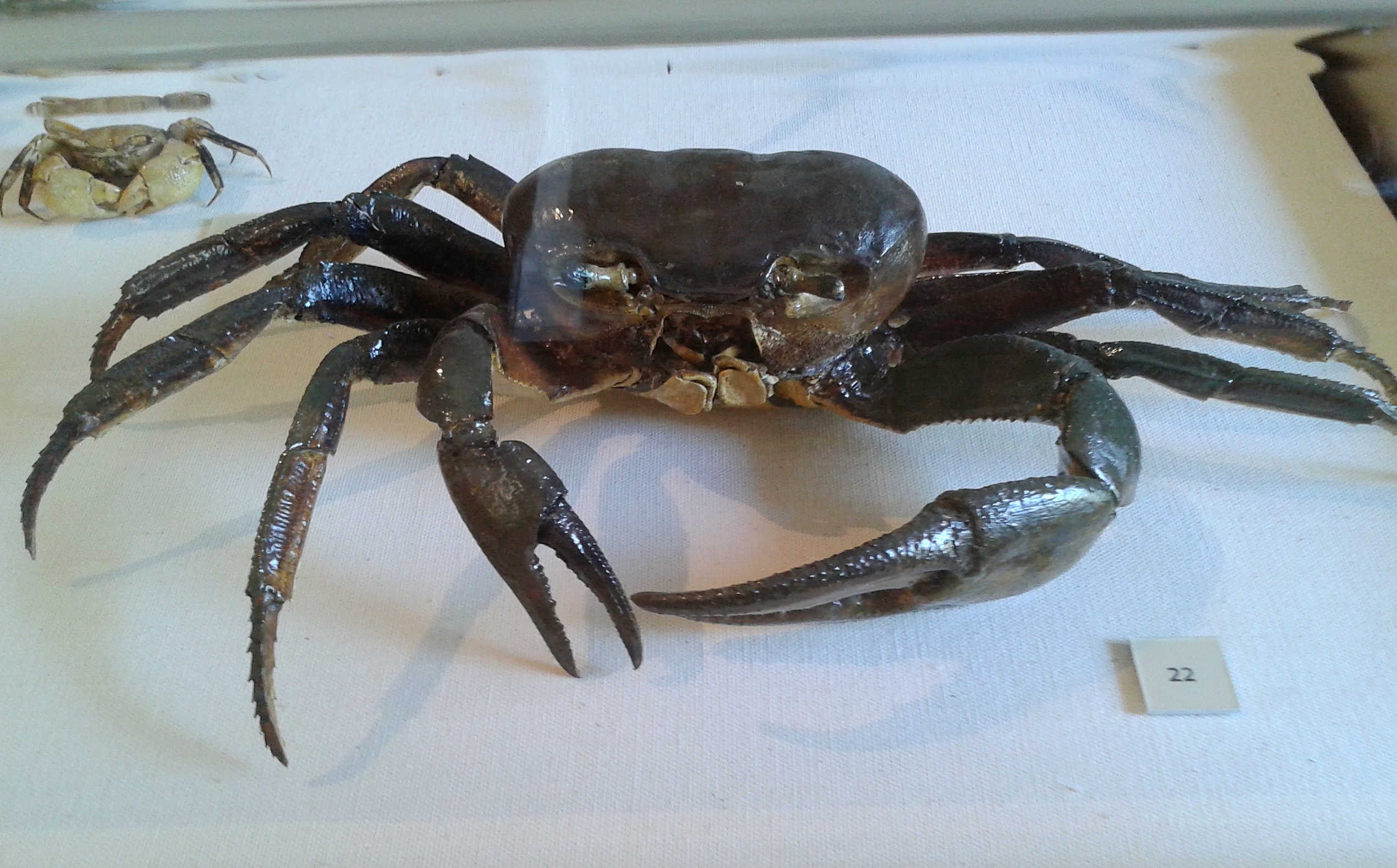
Alimentam-se de frutos e folhas

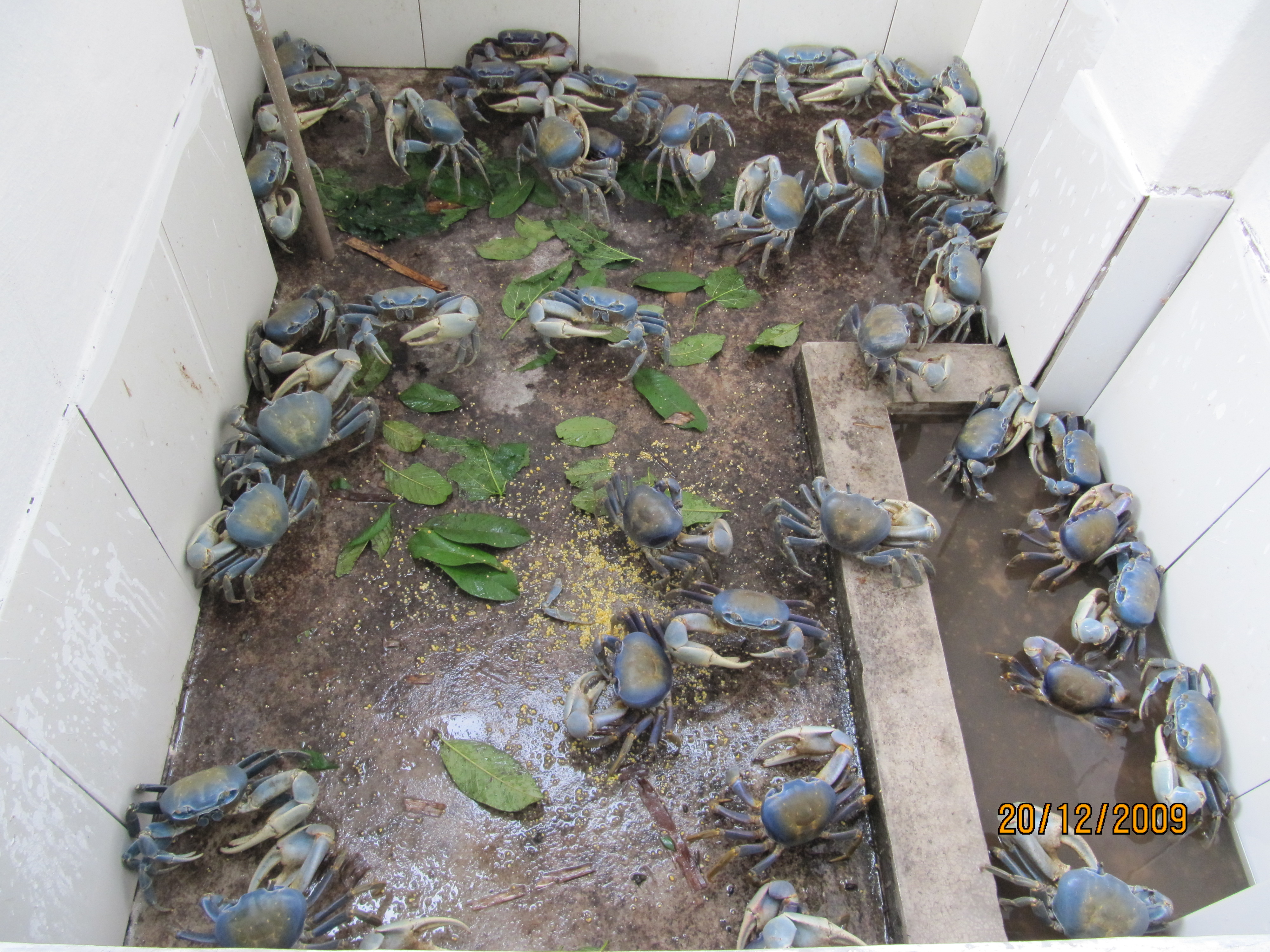
Atinge a maturidade sexual aos quatro anos

Atingem a maturidade sexual aos quatro anos e o ciclo reprodutivo está intimamente ligado aos padrões climáticos sazonais e à fase lunar. Chuvas fortes na primavera iniciam as migrações. Quando isso ocorre, o guaiamu começa a ganhar peso, à medida que mais alimentos são consumidos e coletados nas primeiras semanas do período migratório. A migração das fêmeas para o mar ocorre no período de desova e dura uma ou duas noites, num percurso de até 5 quilômetros. A fêmea, à época de desova, assume a coloração da carapaça em tons na cor creme ou amarelada. A fertilização é interna e poligênica. A fêmea armazena e mantém, depois da cópula, espermatozoides ativos em duas espermatecas que se comunicam com as duas gônadas, o que lhe permite fecundar os ovócitos sem realizar novas cópulas. As fêmeas podem desovar até cinco vezes por ano e, como a fecundidade depende do seu tamanho, podem produzir entre 20 mil e um milhão e duzentos mil ovos. Após aproximadamente duas semanas, os ovos eclodem e devem ser liberados em água salgada para que as larvas sobrevivam. Várias desovas por ano podem ocorrer com a época de desova variando de acordo com a localização dentro do intervalo. Na Flórida, a época de desova dura de junho a dezembro e atinge seu pico em outubro e novembro. Nas Baamas a temporada se estende de julho a setembro, enquanto na Venezuela a desova dura de julho a novembro. Os ovos eclodem em larvas de natação livre com 5 estágios zoeais e um estágio pós-larval ou megalopa. O tempo de desenvolvimento típico desde a eclosão até o primeiro estágio dos caranguejos é de 42 dias em condições de laboratório; no entanto, esse tempo pode ser muito menor em espécimes selvagens.
Guaiamu é uma espécie de crescimento lento em comparação com a maioria dos outros caranguejos. Requer mais de 60 mudas – cerca de três vezes mais do que outras espécies de caranguejo – para atingir seu tamanho máximo. O caranguejo geralmente selará a saída de sua toca usando lama, seis a dez dias antes da muda, para se proteger dos predadores. (Após a muda, os caranguejos são mais vulneráveis ao ataque, pois sua casca ainda não endureceu.) Suportam grandes variações de salinidade, entre 0 e 35‰. Contudo a reprodução é muito lenta, só acontecendo a partir dos quatro anos de vida e nunca em cativeiro.

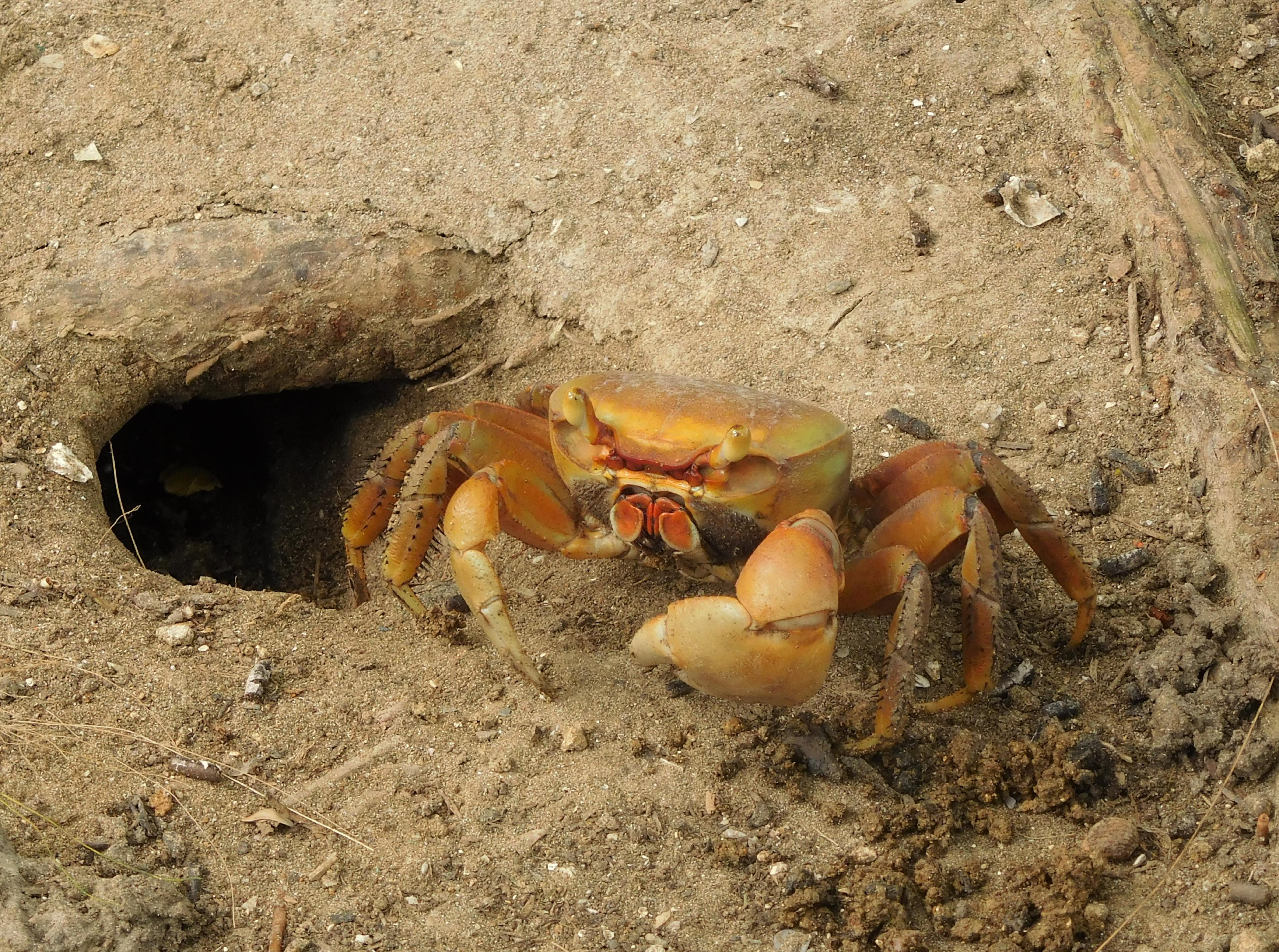
Espécime perto de sua toca

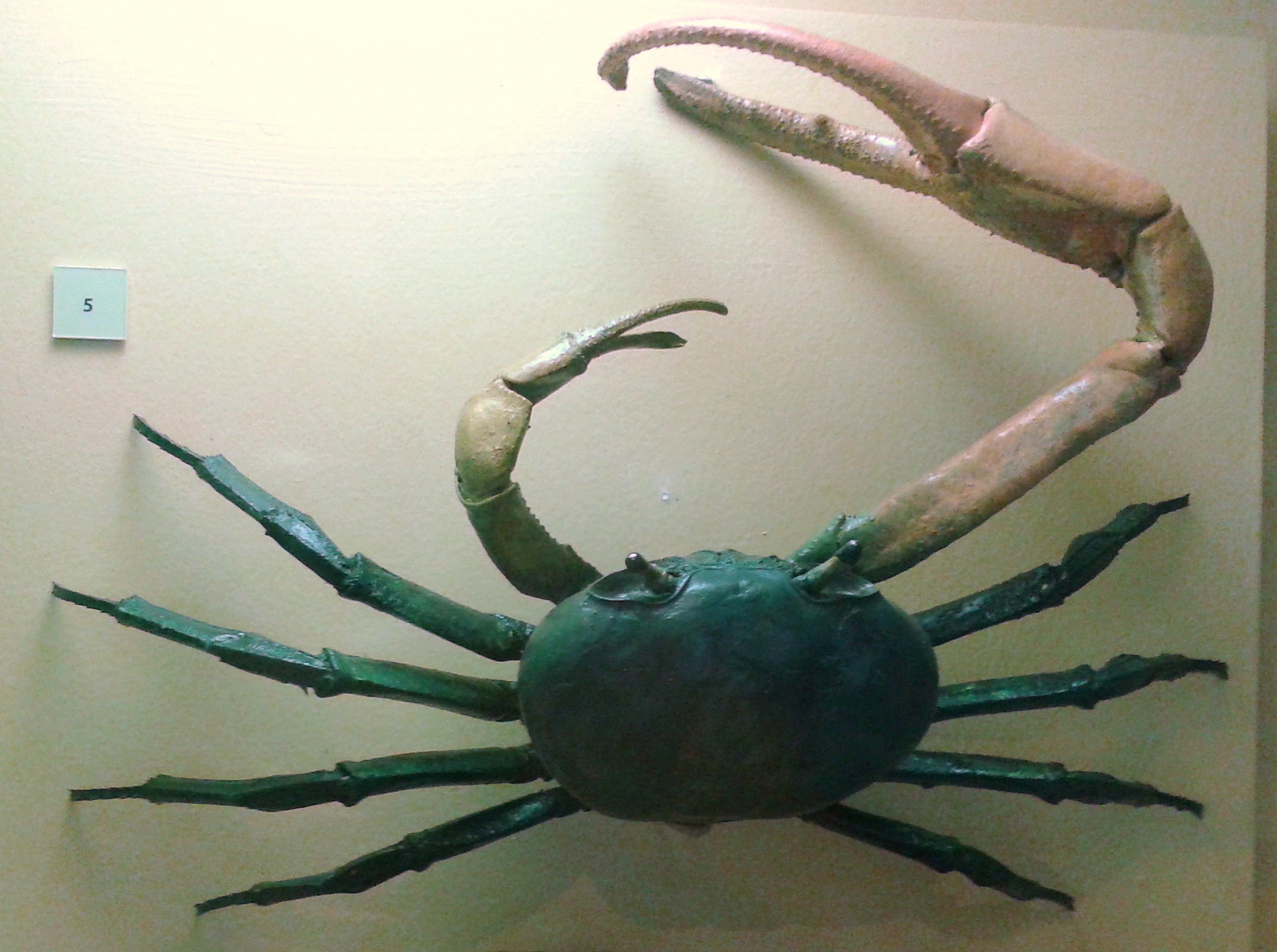
Espécime no acervo de invertebrados marinhos do Museu Nacional da Universidade Federal do Rio de Janeiro (UFRJ), no Rio de Janeiro

## Conservação
O guaiamu é um recurso economicamente importante em várias localidades de sua área de distribuição no Atlântico Ocidental – Bermudas, Flórida, golfo do México, Antilhas, Venezuela e Brasil (do Ceará a Santa Catarina). São de grande importância na culinária do litoral nordeste do Brasil, conforme os dados de produção pesqueira publicados no Boletim Estatístico da Pesca Marítima e Estuarina do Nordeste do Brasil (Instituto Brasileiro do Meio Ambiente e dos Recursos Naturais Renováveis), (2000, 2001, 2002, 2003, 2004, 2005). O crustáceo faz parte da culinária pernambucana e baiana, está entre os pratos mais pedidos para consumo e, por ser um prato tradicional, remete aos costumes e identificação da sociedade. Em 2005, foi classificado como vulnerável na Lista de Espécies da Fauna Ameaçadas do Espírito Santo; em 2011, como vulnerável na Lista das Espécies da Fauna Ameaçada de Extinção em Santa Catarina; em 2014 e 2018, respectivamente, como criticamente em perigo no Livro Vermelho da Fauna Brasileira Ameaçada de Extinção e na Lista Vermelha do Livro Vermelho da Fauna Brasileira Ameaçada de Extinção do Instituto Chico Mendes de Conservação da Biodiversidade (ICMBio); e em 2017, como vulnerável na Lista Oficial das Espécies da Fauna Ameaçadas de Extinção do Estado da Bahia; e em 2018, como em perigo na Lista das Espécies da Fauna Ameaçadas de Extinção no Estado do Rio de Janeiro.
Duas portarias, 445/2014 e 395/2016, do Ministério do Meio Ambiente, proíbem a captura, transporte, armazenamento, guarda, manejo, beneficiamento e comercialização do crustáceo (entre um total de 475 espécies de peixes e animais aquáticos consideradas em risco de extinção) a partir de abril de 2017, em todo o território brasileiro. No entanto, em maio de 2017 o MMA adiou para 30 de abril de 2018 a proibição referente a quinze espécies da lista, incluindo o guaiamu. Desde 30 de maio de 2018, a portaria 161, do Ibama, de 20 de abril de 2017, proíbe a captura de 25 espécies dos mares e dos rios, entre elas o guaiamu. Segundo a portaria, os estoques mantidos até 30 de junho de 2018 podem ser comercializados, sendo necessário informar o Ibama até o dia 5 de junho de 2018. Em qualquer outro caso, a comercialização é proibida, e quem for flagrado comercializando o crustáceo está sujeito ao pagamento de multa de R$ 5 mil por unidade.